# Spoorlijn Lison - Lamballe
De spoorlijn Lison - Lamballe is een Franse spoorlijn van Lison naar Lamballe. De lijn is 205,7 km lang en heeft als lijnnummer 415 000.

## Geschiedenis
De lijn werd in gedeeltes geopend door de Compagnie des chemins de fer de l'Ouest. Het eerste gedeelte tot Saint-Lô werd geopend op 1 mei 1860, de gedeeltes Saint-Lô - Coutances en Avranches - Dol-de-Bretagne werden geopend op 30 december 1878. Een jaar later werd de lijn voltooid met de opening van de gedeeltes Coutances - Avranches en Dol-de-Bretagne - Lamballe op 29 december 1879.

## Treindiensten
De SNCF verzorgt het personenvervoer op dit traject met TER treinen.
| Serie    | Treinsoort | Route | Bijzonderheden                                            |
| -------- | ---------- | --- | --------------------------------------------------------- |
| TER 3450 | TER (SNCF) | Paris-Montparnasse – Verneuil-sur-Avre – Surdon – Argentan – Briouze – Flers – Villedieu-les-Poêles – Pontorson-Mont-Saint-Michel | Rijdt alleen in de zomer, een trein per richting per dag. |
| C 12     | TER (SNCF) | Caen – Lison – Granville – Pontorson-Mont-Saint-Michel – Rennes                                                                   |                                                           |
| P 13     | TER (SNCF) | Dinan – Lamballe – Saint-Brieuc                                                                                                   |                                                           |
| P 31     | TER (SNCF) | Dol-de-Bretagne – Dinan |                                                           |

## Aansluitingen
In de volgende plaatsen is of was er een aansluiting op de volgende spoorlijnen:
Lison
RFN 366 000, spoorlijn tussen Mantes-la-Jolie en Cherbourg
Saint-Lô
RFN 414 000,  spoorlijn tussen Saint-Lô en Guilberville
Coutances
RFN 417 000, spoorlijn tussen Coutances en Sottevast
Orval-Hyenville
RFN 416 000, spoorlijn tussen Orval-Hyenville en Regnéville
Folligny
RFN 405 000, spoorlijn tussen Argentan en Granville
RFN 415 335, raccordement van Folligny-Ouest
Pontabault
RFN 437 000, spoorlijn tussen Domfront en Pontaubault
Pontorson - Mont-Saint-Michel
RFN 439 000, spoorlijn tussen Vitré en Pontorson
lijn tussen Pontorson en Le Mont-Saint-Michel
Dol-de-Bretagne
RFN 441 000, spoorlijn tussen Rennes en Saint-Malo-Saint-Servan
Miniac
RFN 453 000, spoorlijn tussen Miniac-Morvan en La Gouesnière-Cancale-Saint-Méloir
Dinan
RFN 443 000, spoorlijn tussen La Brohinière en Dinan
RFN 444 000, spoorlijn tussen Dinan en Dinard-Saint-Énogat
Lamballe
RFN 420 000, spoorlijn tussen Paris-Montparnasse en Brest

## Elektrische tractie
De lijn werd in gedeeltelijk geëlektrificeerd met een spanning van 25.000 volt 50 Hz. Tussen Le Gouessant en Lamballe in 1987 en tussen Lison en Saint-Lô in 2006.

## Galerij

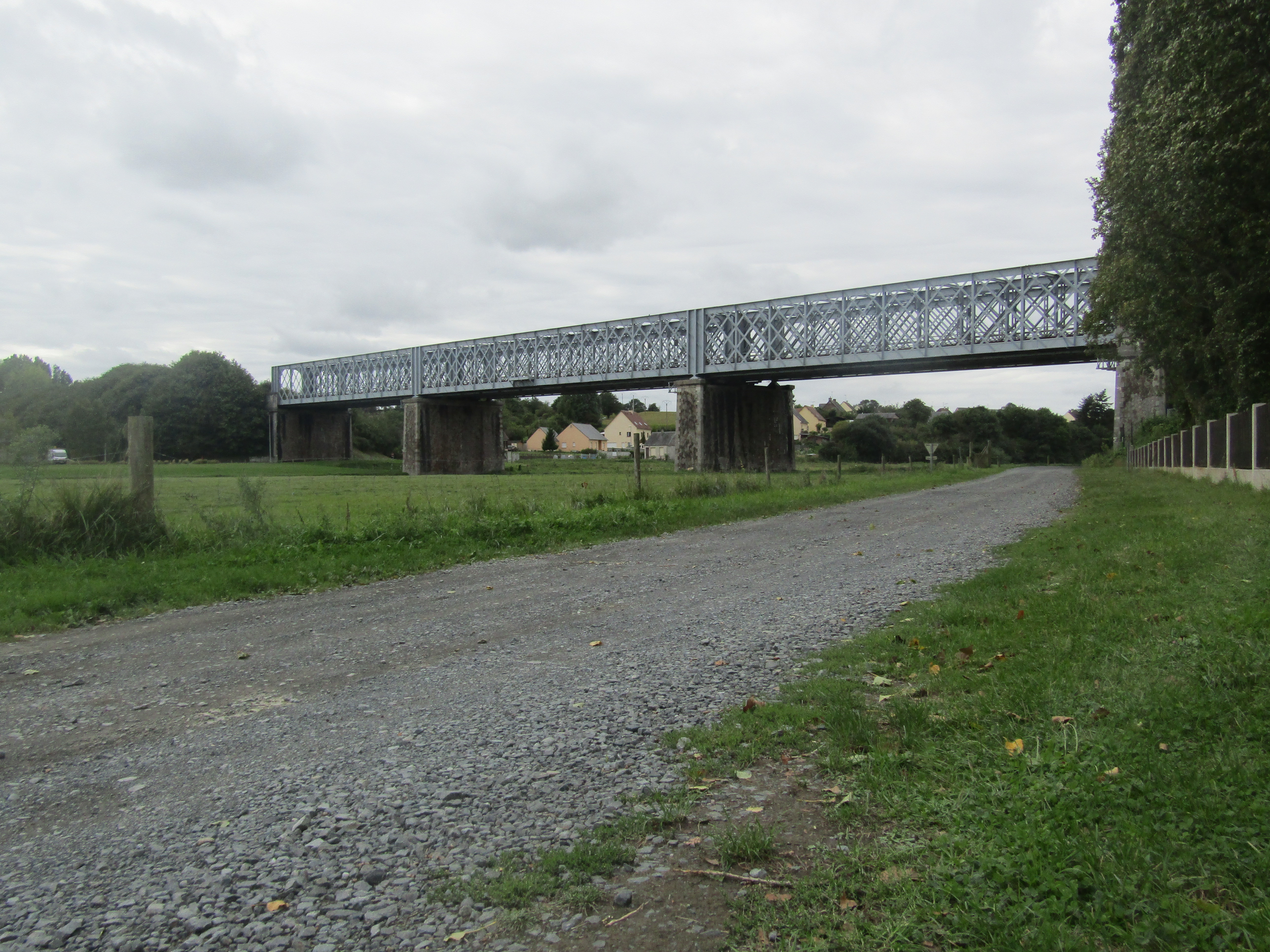
Spoorviaduct van Pontabault
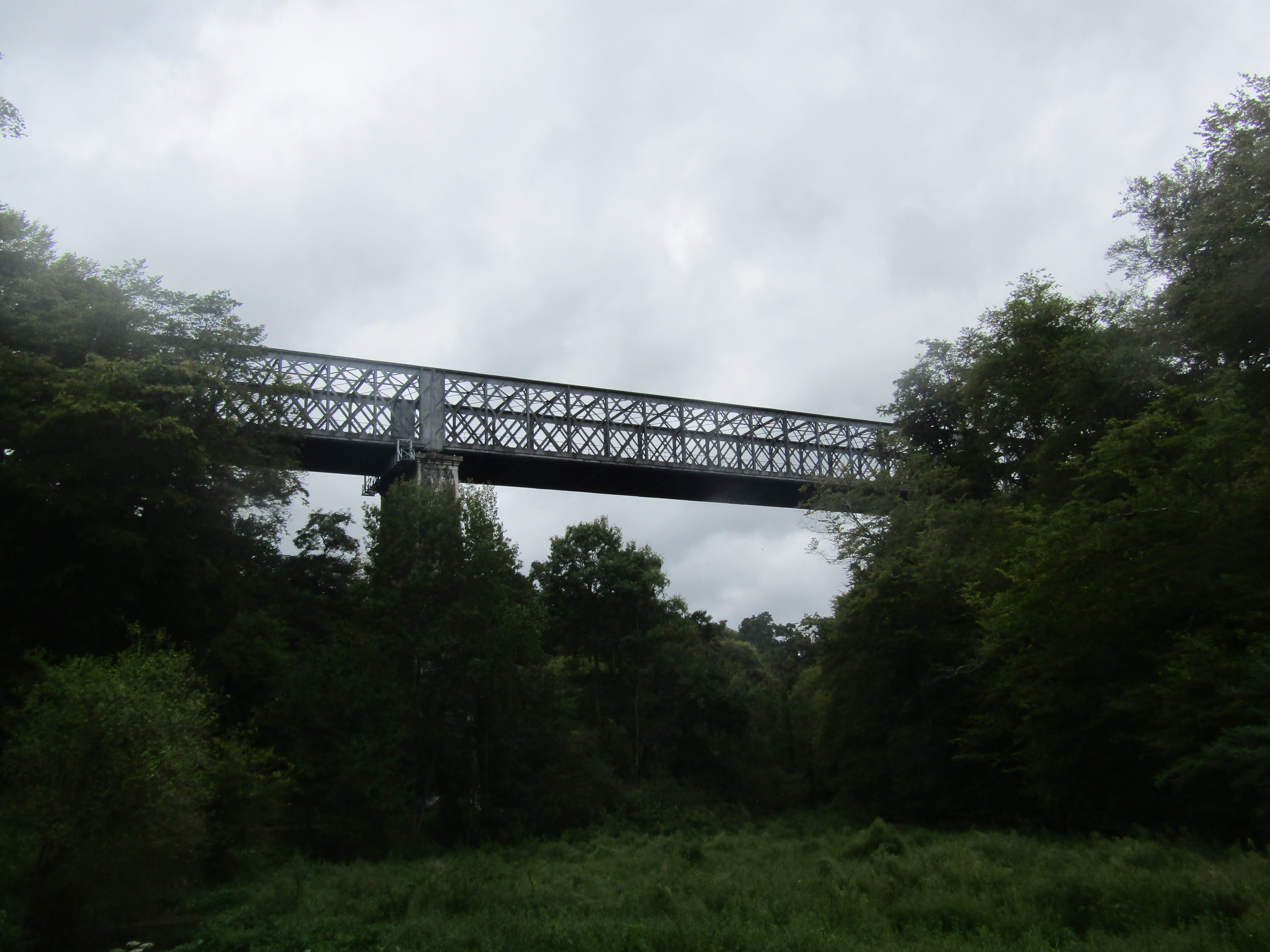
Viaduct van Fontaine-les-Eaux
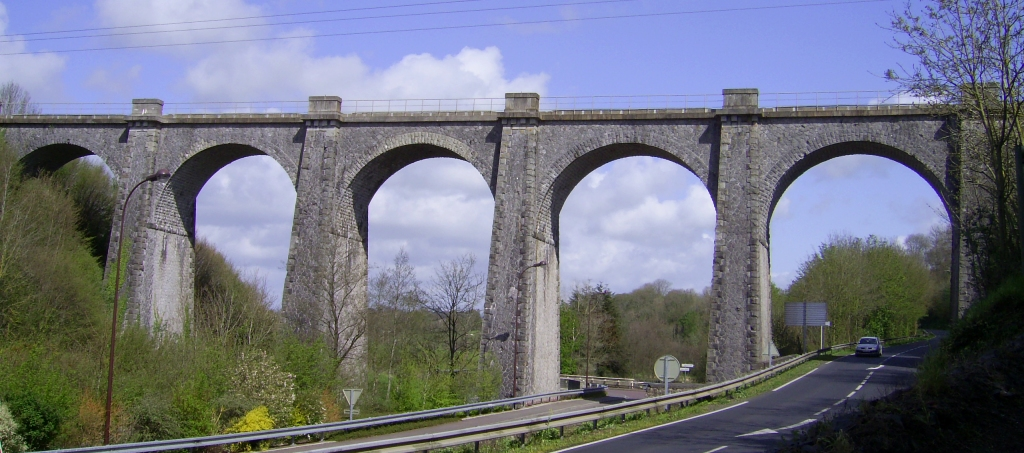
Viaduct van Soulles